# Gideon Welles
Gideon Welles, född den 1 juli 1802 i Glastonbury, Connecticut, död den 11 februari 1878 i Hartford, Connecticut, var en amerikansk politiker.
Welles utgav 1826—1836 "Hartford Times", staten Connecticuts främsta demokratiska pressorgan, och bestämde till 1854 tidningens politik.Han var 1827—1835 ledamot av delstatens legislatur, inträdde 1855 i det republikanska partiet och verkade 1860 energiskt för Lincolns val till president. Han blev 1861 sjöminister i Lincolns kabinett och innehade denna post även under Johnson till 1869. Amerikanska flottan undergick under hans ämbetstid en kolossal utveckling (örlogsfartygens antal steg de fyra krigsåren 1861—1865 från 90 till 670), och särskilt lade sig Welles vinn om byggandet av pansarklädda fartyg. Han stödde vid 1872 års val den liberalrepublikanska rörelsen, men återgick sedan till det demokratiska partiet och förordade 1876 Tildens presidentkandidatur. Welles utgav Lincoln and Seward (1874) och efterlämnade för Lincolns kabinetts historia värdefulla dagboksanteckningar (tryckta i "Atlantic Monthly", 1909—1910).